# Escuadrón patineta
Escuadrón Patineta es una película de televisión infantil mexicana de acción, del año 1991, dirigida por Pedro Galindo III. Fue producida por Televicine.

## Datos
- Director: Pedro Galindo III
- Productores ejecutivos: Santiago Galindo y Héctor Gastelum
- Argumento: Santiago Galindo Pérez y Pedro Galindo III
- Adaptación: Pedro Galindo III
- Edición de imagen: Javier Patiño y Carlos Ávila
- Edición sincrónica: Javier Patiño
- Vestuario: Jaime Ortiz
- Música: Pedro Plascencia Salinas
- Patinetas JSK8: Servo Mex S.A. de C.V.

## Argumento
El tema principal de la película es un grupo de 7 chicos de una colonia de la Ciudad de México, capital de México, los cuales practican el deporte extremo del skate con sus patinetas. Los chicos están dirigidos por Diego Leonardo Martínez Saldaña (verdadero nombre del actor que lo interpretó Diego Martínez-Vara y Rojas), ellos tienen como enemigos a Roberto Sánchez alias “El Babas” y sus 4 amigos (“El cuervo”, “Urraca”, “Bronco” y “El Hooligan”), los cuales son pandilleros adolescentes del barrio con los cuales tienen mucho cuidado.
“El Babas” y sus compinches asaltan una joyería robándose varias joyas, entre estas un gran diamante de África el cual se lo entregan al mafioso de don Clemente (Jorge Fegan); Diego y sus compañeros los observan escondidos, después ellos deciden participar en una competencia de skate para así ganar 3 millones de pesos y pagar la operación de don Tomás Ibarra, abuelo paterno de Mónica Ibarra (novia de Diego), el cual fue agredido por “El Babas” y sus secuaces. La competencia se efectúa en las instalaciones del Heart Beat Club (el cual existe en la vida real) y pierde el grupo de Diego ganando el grupo de “El Babas”. A pesar de eso un anuncio televisivo promete una recompensa de 10 millones de pesos y por eso una noche Diego y 2 de sus amigos siguen al “Babas” hasta la casa de don Clemente, los otros 4 secuestran a Toshiro “Japonesito” (un amigo reciente de Diego que hace patinetas con cohetes, que tiene dicho apodo por sus rasgos faciales de ojos rasgados) para que a la mañana siguiente entren disfrazados a la casa de dicho gánster y luego de una dura lucha con los guaruras (custodios de don Clemente) llaman por radio a la policía llegando esta a la casa y deteniendo a los mafiosos. Se logra operar a don Tomás, Diego se queda con Mónica y al final de la película la policía captura a “El Babas” y sus secuaces.

## Elenco
- Diego Martínez-Vara y Rojas … Diego Leonardo Martínez Saldaña
- Guillermo González …
- Luis Fernando Romero …
- Miguel Ángel Fernández …
- René González …
- Adolfo Martínez-Vara y Rojas …
- Víctor Manuel Fajardo …
- Jorge Acevedo …
- Mariana Navarro … Mónica Ibarra
- Carlos East … Elías Martínez, padre de Diego
- Jorge Fegan … Don Clemente
- Licia Suárez … Madre de Diego
- Alejandro Nagaoka …
- Raúl Mendoza … Raúl Mendoza “El Cuervo”
- Miguel García … Mike García “El Hooligan”
- Juan Manuel Heroz …
- Armando Palomo …
- Claudio Sorel …
- Adalberto Arvizu …
- Arturo Aren …
- Sammy Ortiz …